# Ecuaciones termodinámicas de Bridgman
En termodinámica, las ecuaciones termodinámicas de Bridgman son un conjunto básico de ecuaciones termodinámicas, derivadas utilizando un método para generar un gran número de identidades termodinámicas que involucran un número de cantidades termodinámicas. Las ecuaciones llevan el nombre del físico estadounidense Percy Williams Bridgman.
Las variables extensivas del sistema son fundamentales. Solo se considerarán la entropía S, el volumen V y los cuatro potenciales termodinámicos más comunes. Los cuatro potenciales termodinámicos más comunes son:
| Energía interna            | U |
| Entalpia                   | H |
| Energía libre de Helmholtz | A |
| Energía libre de Gibbs     | G |
Los primeros derivados de la energía interna con respecto a sus (extensas) variables naturales S y V producen los parámetros intensivos del sistema: la presión P y la temperatura T. Para un sistema simple en el que los números de partículas son constantes, las segundas derivadas de los potenciales termodinámicos se pueden expresar en términos de solo tres propiedades materiales
| Capacidad de calor (presión constante) | CP |
| Coeficiente de expansión térmica       | α  |
| Compresibilidad isotérmica             | βT |
Las ecuaciones de Bridgman son una serie de relaciones entre todas las cantidades anteriores.

## Introducción
Muchas ecuaciones termodinámicas se expresan en términos de derivadas parciales. Por ejemplo, la expresión para la capacidad de calor a presión constante es:
{\displaystyle C_{P}=\left({\frac {\partial H}{\partial T}}\right)_{P}}
que es la derivada parcial de la entalpía con respecto a la temperatura mientras se mantiene la presión constante. Podemos escribir esta ecuación como:
{\displaystyle C_{P}={\frac {(\partial H)_{P}}{(\partial T)_{P}}}}
Este método de reescritura de la derivada parcial fue descrito por Bridgman (y también por Lewis & Randall), y permite el uso de la siguiente colección de expresiones para expresar muchas ecuaciones termodinámicas. Por ejemplo de las siguientes ecuaciones tenemos:
{\displaystyle (\partial H)_{P}=C_{P}}
y
{\displaystyle (\partial T)_{P}=1}
Dividiendo, recuperamos la expresión adecuada para CP.
El siguiente resumen reitera varios términos parciales en términos de los potenciales termodinámicos, los parámetros de estado S, T, P, V y las siguientes tres propiedades de los materiales que se miden fácilmente de manera experimental.
{\displaystyle \left({\frac {\partial V}{\partial T}}\right)_{P}=\alpha V}
{\displaystyle \left({\frac {\partial V}{\partial P}}\right)_{T}=-\beta _{T}V}
{\displaystyle \left({\frac {\partial H}{\partial T}}\right)_{P}=C_{P}=c_{P}N}

## Ecuaciones termodinámicas de Bridgman
Tenga en cuenta que Lewis y Randall usan F y E para la energía de Gibbs y la energía interna, respectivamente, en lugar de G y U que se usan en este artículo.
{\displaystyle (\partial T)_{P}=-(\partial P)_{T}=1}
{\displaystyle (\partial V)_{P}=-(\partial P)_{V}=\left({\frac {\partial V}{\partial T}}\right)_{P}}
{\displaystyle (\partial S)_{P}=-(\partial P)_{S}={\frac {C_{p}}{T}}}
{\displaystyle (\partial U)_{P}=-(\partial P)_{U}=C_{P}-P\left({\frac {\partial V}{\partial T}}\right)_{P}}
{\displaystyle (\partial H)_{P}=-(\partial P)_{H}=C_{P}}
{\displaystyle (\partial G)_{P}=-(\partial P)_{G}=-S}
{\displaystyle (\partial A)_{P}=-(\partial P)_{A}=-S-P\left({\frac {\partial V}{\partial T}}\right)_{P}}
{\displaystyle (\partial V)_{T}=-(\partial T)_{V}=-\left({\frac {\partial V}{\partial P}}\right)_{T}}
{\displaystyle (\partial S)_{T}=-(\partial T)_{S}=\left({\frac {\partial V}{\partial T}}\right)_{P}}
{\displaystyle (\partial U)_{T}=-(\partial T)_{U}=T\left({\frac {\partial V}{\partial T}}\right)_{P}+P\left({\frac {\partial V}{\partial P}}\right)_{T}}
{\displaystyle (\partial H)_{T}=-(\partial T)_{H}=-V+T\left({\frac {\partial V}{\partial T}}\right)_{P}}
{\displaystyle (\partial G)_{T}=-(\partial T)_{G}=-V}
{\displaystyle (\partial A)_{T}=-(\partial T)_{A}=P\left({\frac {\partial V}{\partial P}}\right)_{T}}
{\displaystyle (\partial S)_{V}=-(\partial V)_{S}={\frac {C_{P}}{T}}\left({\frac {\partial V}{\partial P}}\right)_{T}+\left({\frac {\partial V}{\partial T}}\right)_{P}^{2}}
{\displaystyle (\partial U)_{V}=-(\partial V)_{U}=C_{P}\left({\frac {\partial V}{\partial P}}\right)_{T}+T\left({\frac {\partial V}{\partial T}}\right)_{P}^{2}}
{\displaystyle (\partial H)_{V}=-(\partial V)_{H}=C_{P}\left({\frac {\partial V}{\partial P}}\right)_{T}+T\left({\frac {\partial V}{\partial T}}\right)_{P}^{2}-V\left({\frac {\partial V}{\partial T}}\right)_{P}}
{\displaystyle (\partial G)_{V}=-(\partial V)_{G}=-V\left({\frac {\partial V}{\partial T}}\right)_{P}-S\left({\frac {\partial V}{\partial P}}\right)_{T}}
{\displaystyle (\partial A)_{V}=-(\partial V)_{A}=-S\left({\frac {\partial V}{\partial P}}\right)_{T}}
{\displaystyle (\partial U)_{S}=-(\partial S)_{U}={\frac {PC_{P}}{T}}\left({\frac {\partial V}{\partial P}}\right)_{T}+P\left({\frac {\partial V}{\partial T}}\right)_{P}^{2}}
{\displaystyle (\partial H)_{S}=-(\partial S)_{H}=-{\frac {VC_{P}}{T}}}
{\displaystyle (\partial G)_{S}=-(\partial S)_{G}=-{\frac {VC_{P}}{T}}+S\left({\frac {\partial V}{\partial T}}\right)_{P}}
{\displaystyle (\partial A)_{S}=-(\partial S)_{A}={\frac {PC_{P}}{T}}\left({\frac {\partial V}{\partial P}}\right)_{T}+P\left({\frac {\partial V}{\partial T}}\right)_{P}^{2}+S\left({\frac {\partial V}{\partial T}}\right)_{P}}
{\displaystyle (\partial H)_{U}=-(\partial U)_{H}=-VC_{P}+PV\left({\frac {\partial V}{\partial T}}\right)_{P}-PC_{P}\left({\frac {\partial V}{\partial P}}\right)_{T}-PT\left({\frac {\partial V}{\partial T}}\right)_{P}^{2}}
{\displaystyle (\partial G)_{U}=-(\partial U)_{G}=-VC_{P}+PV\left({\frac {\partial V}{\partial T}}\right)_{P}+ST\left({\frac {\partial V}{\partial T}}\right)_{P}+SP\left({\frac {\partial V}{\partial P}}\right)_{T}}
{\displaystyle (\partial A)_{U}=-(\partial U)_{A}=P(C_{P}+S)\left({\frac {\partial V}{\partial P}}\right)_{T}+PT\left({\frac {\partial V}{\partial T}}\right)_{P}^{2}+ST\left({\frac {\partial V}{\partial T}}\right)_{P}}
{\displaystyle (\partial G)_{H}=-(\partial H)_{G}=-V(C_{P}+S)+TS\left({\frac {\partial V}{\partial T}}\right)_{P}}
{\displaystyle (\partial A)_{H}=-(\partial H)_{A}=-\left[S+P\left({\frac {\partial V}{\partial T}}\right)_{P}\right]\left[V-T\left({\frac {\partial V}{\partial T}}\right)_{P}\right]+PC_{P}\left({\frac {\partial V}{\partial P}}\right)_{T}}
{\displaystyle (\partial A)_{G}=-(\partial G)_{A}=-S\left[V+P\left({\frac {\partial V}{\partial P}}\right)_{T}\right]-PV\left({\frac {\partial V}{\partial T}}\right)_{P}}